# 7604 Kridsadaporn
A 7604 Kridsadaporn (ideiglenes jelöléssel 1995 QY2) egy marsközeli kisbolygó. Robert H. McNaught fedezte fel 1995. augusztus 31-én.